# Ribeirão Andirá
Ribeirão Andirá är ett vattendrag i Brasilien.   Det ligger i delstaten Paraná, i den södra delen av landet, 1 000 km sydväst om huvudstaden Brasília.
Trakten runt Ribeirão Andirá består till största delen av jordbruksmark. Runt Ribeirão Andirá är det ganska glesbefolkat, med 48 invånare per kvadratkilometer.